# Renaissance de Berkane (handball)
Pour les articles homonymes, voir Renaissance (homonymie).
Maillots
La Renaissance Sportive de Berkane (RSB) (arabe : نادي النهضة الرياضية البركانية) est un club sportif Marocain, basé à Berkane, Maroc. L'équipe de handball du club joue en Nationale 1, la 1re division du championnat Marocain. La section de handball est la plus titrée du club.

## Palmarès
- Championnat du Maroc (1)
  - Champion: 2011
- Coupe du Trône (1)
  - Vainqueur: 2011
  - Finaliste: 2012, 2013